# 黃田金線魮
黃田金線魮（学名：Sinocyclocheilus huangtianensis）为輻鰭魚綱鯉形目鲤科的其中一種，該物種分布於亞洲中國廣西壯族自治區珠江流域上游，棲息在洞穴中，體長可達9.1公分。

## 扩展阅读
- Froese, R. & Pauly, D. (eds.) (2011). Sinocyclocheilus huangtianensis. FishBase. Version 2011-12.
- 維基物種上的相關：黃田金線魮